# Автошлях О 091101
Автошля́х О091101 — автомобільний шлях довжиною 46,5 км, обласна дорога місцевого значення в Івано-Франківській області. Пролягає по Рожнятівському та Богородчанському районах від села Креховичі до села Дзвиняч.

## Історія
Колишній Автошлях Т 0902.
19 жовтня 2021 р. розпорядженням голови Івано-Франківської ОДА Світлани Онищук № 397 передано до сфери управління Державного агентства автомобільних доріг України на баланс Служби автомобільних доріг в Івано-Франківській області автомобільну дорогу О091101 Креховичі — Дзвиняч км 0+000-46+482, протяжністю 46,5 км, суміщену з О090602 Калуш — Осмолода.